# Žarošice
Žarošice (in tedesco Scharoschitz) è un comune della Repubblica Ceca facente parte del distretto di Hodonín, in Moravia Meridionale.